# Miss Goiás 2020
Miss Goiás 2020 foi a 65ª edição do tradicional concurso de beleza feminino de Miss Goiás, válido para a disputa de Miss Brasil 2020, único caminho para o certame de Miss Universo. O evento é coordenado desde 2003 pela empresária Fátima Abranches e teve seu ápice na noite do dia 29 de novembro de 2019 no espaço de eventos "Maktub" do "Restaurante Árabe" localizado na capital, Goiânia. Disputaram o título de Isadora Dantas, Miss Goiás BE Emotion 2019, dezesseis candidatas de diversos municípios, tendo como a grande campeã a representante de Goianápolis, Lorena Campos Rodrigues.

## Polêmica

### Candidata de Caçu
Em entrevista ao jornalista Ton Paulo do "Jornal Opção" de Goiás, a Miss Caçu Sara Prado relata ter sofrido pressão por parte da organização do concurso para emagrecer, visto que segundo a própria organizadora do concurso, Fátima Abranches, afirmou que a mesma estaria "cheinha": 

| “ | Sara relata que desde o início ela, assim como outras participantes, começou a sentir pressão para fazer alterações em sua aparência, como perder peso para estar apta a participar. Em uma conversa pelo WhatsApp cedida por Sara, Fátima Abranches, organizadora e dona do concurso Miss Goiás, pergunta à coordenadora responsável por Sara – figura responsável pela intermediação entre as candidatas e a organização do concurso – se ela conseguiria perder peso, uma vez que ela estaria, segundo Fátima, “muito cheinha” e que “quanto mais magra, mais bonita” era a candidata na competição. | ” |

### Evandro Hazzy
No dia anterior a final do dia 29 de novembro, a coordenação do concurso reuniu as candidatas em uma casa de luxo cedida por um amigo próximo da organizadora Fátima Abranches. Devido a música alta que tocava no local, as candidatas foram orientadas a abrir mão de seus celulares e se encontrarem coletivamente junto ao especialista em miss Evandro Hazzy em uma sala de vidro. Lá, Hazzy teria soltado algumas afirmações de cunho machista, como relata o jornalista Ton Paulo ao indagar a própria Miss Caçu e algumas candidatas da disputa: 

| “ | ...Hazzy teria abordado uma polêmica envolvendo a modelo Wilma Paulino, detentora dos títulos de Miss Pará e Miss Itaituba de 2019. No mês passado, a modelo denunciou a coordenação do evento Miss Pará sob a alegação de que o coordenador do concurso, Herculano Silva, teria tentado fazer dela uma “acompanhante de luxo”. Segundo a Miss Caçu, Hazzy teria condenado a atitude de Wilma Paulino e dito que misses deveriam estar acostumadas a cantadas e assédios, uma vez que apenas “mulheres bonitas” sofrem com isso. Evandro Hazzy teria dito que “mulher bonita tem que sofrer assédio mesmo”. O clima no ambiente com a fala de Hazzy, de acordo com a moça, foi de constrangimento e indignação. | ” |

### Miss Goianápolis e cantor Amado Batista
Um dia antes da solenidade, algumas candidatas do concurso receberam uma mensagem anônima de um perfil fake intitulado "jhonyjoy01" que afirmava que o concurso já havia sido comprado para a candidata de Goianápolis, Lorena Campos Rodrigues, visto que a mesma tinha ligação com o cantor Amado Batista, que esteve presente na final do concurso. O jornalista do Jornal Opção assim relatou: 

| “ | A mensagem, recebida por Sara às 8h43 da manhã de 28 de novembro, dizia o seguinte: “Torço por vc, te acho mt linda mais (sic) é uma pena já sabermos que esse concurso está compro (sic) por uma candidata que tem influência do Amado Batista, a miss Goianapolis”. De fato, a miss Goianápolis venceu. No dia da coroação, o cantor compareceu ao evento. Conforme relatado pelas misses, o artista teria comemorado a vitória da Miss Goianápolis quando ela foi anunciada. | ” |

### Fátima Abranches e Miss Goianápolis
Conforme apurado pelo jornalista Ton Paulo, algumas candidatas do concurso teriam constantemente ouvido a candidata de Goianápolis se queixar da forma como vinha sido tratada pela coordenadora do concurso estadual, Fátima Abranches. Segundo os relatos, Fátima intervinha selecionando maquiagem e vestido para a candidata: 

| “ | Uma das misses ouvidas pela reportagem, que também não quis se identificar, contou que teve contato direto com a que levou a coroa. De acordo com ela, a miss de Goianápolis revelou que estava insatisfeita com o desenrolar do concurso, uma vez que estaria sendo negado a ela o direito de escolher quesitos básicos para avaliação do júri, como vestido e maquiagem. Lorena, então, teria contado para a miss ouvida pelo Opção que tudo o que estava usando ao longo da competição era escolhido a dedo diretamente pelo organizadora Fátima Abranches. “Ela estava muito insatisfeita, chateada, porque ela disse que a Fátima estava escolhendo tudo pra ela, e ela não podia escolher nada. Ela chegou a chorar no dia porque não havia gostado da maquiagem que havia sido feita nela”, afirma a miss. | ” |

### Declaração da organização e Evandro Hazzy
Buscando a imparcialidade, o jornal recorreu a organizadora Fátima Abranches e ao missólogo gaúcho Evandro Hazzy para contrapor as insatisfações das candidatas ao título deste ano. Entre suas declarações, esclarecidas por telefone e por email ao jornalista Ton Paulo, Fátima declarou: 

| “ | Conforme Fátima, a informação de que o resultado do concurso estava definido já no dia anterior à coroação é “falsa e caluniosa” e faz parte dos concursos de beleza. A empresária diz que “não houve, em hipótese alguma, interferência externa” no resultado do evento e que o artista mencionado pelo perfil que enviou a mensagem para as candidatas “não tem qualquer relação, pessoal ou profissional, com a coordenação do evento”. Sobre a informação de que Fátima teria escolhido pessoalmente as roupas e a maquiagem da miss vencedora, ela nega e diz que a coordenação do evento “não participou da escolha dos figurinos das candidatas”, uma vez que “esta decisão coube às candidatas e seus familiares ou coordenadores e assessores”. Sobre as supostas declarações feitas pelo especialista em concursos de beleza, “o contexto do que foi mencionado por algumas candidatas está absolutamente distorcido”. | ” |

Já o empresário e missólogo Evandro Hazzy declarou ao jornalista:
| “ | A reportagem também entrou em contato com Evandro Hazzy sobre as supostas declarações atribuídas a ele pelas misses. Hazzy declarou que como especialista em Misses, profissional com mais de 30 anos no segmento, “repudia qualquer calúnia e inverdade” envolvendo sua participação no Miss Goiás. Conforme ele os questionamentos enviados pela reportagem, no qual “algumas candidatas derrotadas expõem suas opiniões, são mentirosas e caluniosas”. | ” |

## Resultados

### Colocações
| Posição   | Município e Candidata                  |
| Vencedora | - Goianápolis - Lorena Campos          |
| 2º. Lugar | - Aparecida de Goiânia - Cássia Natany |
| 3º. Lugar | - Caçu - Sara Prado                    |
| 4º. Lugar | - Anápolis - Samara Domingos           |
| 5º. Lugar | - Palmeiras de Goiás - Vitórya Mariano |

### Ordem do Anúncio

#### Top 05
1. Caçu
2. Goianápolis
3. Aparecida de Goiânia
4. Palmeiras de Goiás
5. Anápolis

## Pergunta final
Questionada pela pergunta final sobre qual acredita ser o conceito de família, a vencedora respondeu:
| “ | Boa noite à todos, boa noite jurados. Bom, pra mim o conceito de família é formada pelos pais e seus descendentes, gerados pelo ventre ou pelo coração. Independente dos contextos, onde haja amor, respeito e proteção, é família. Muito obrigada. | ” |

Lorena Campos Rodrigues, Miss Goiás 2020.

## Jurados

### Final
Ajudaram a eleger a vencedora:
1. Evandro Hazzy, missólogo;
2. Rosângela Beraldo, empresária de moda;
3. Alessandra Câmara, jornalista e assessora de imprensa
4. Nevilla Palmieri, Miss Goiás 2005;
5. João Augusto, fotógrafo;

### Preliminar
Ajudaram a definir as cinco finalistas:
1. Daniella Mendonça, odontóloga;
2. Fátima Abranches, coordenadora do Miss Goiás;
3. Rafael Freire, modelo e cantor;

## Candidatas
Disputaram o título este ano: 
| - Acreúna - Cláudia Fernandes - Anápolis - Samara Domingos - Anicuns - Lorena Souza - Aparecida de Goiânia - Cássia Natany - Caçu - Sara Prado - Campinaçu - Lorena Monteiro - Goianápolis - Lorena Campos - Goiânia - Talyta Mesquita | - Goianira - Phabline Pereira - Palmeiras de Goiás - Vitórya Mariano - Quirinópolis - Amanda Rodrigues - Jataí - Vitória Morais - Rio Verde - Evilin Lenz - Santa Helena de Goiás - Eduarda Faria - São Miguel do Araguaia - Izadora Barreto - Uruaçu - Isadora Ribeiro |